# Буцбах
Буцбах (на немски: Butzbach) е град във Ветерау, Хесен, Германия, с 24 900 жители (към 31 декември 2014). От януари 2011 г. има допълнителното име Фридрих-Лудвиг-Вайдиг-Щат (Friedrich-Ludwig-Weidig-Stadt).
Граничи на изток с град Мюнценберг.